# Saurauia napaulensis
Saurauia napaulensis är en tvåhjärtbladig växtart som beskrevs av Dc. Saurauia napaulensis ingår i släktet Saurauia och familjen Actinidiaceae. Inga underarter finns listade i Catalogue of Life.

## Bildgalleri

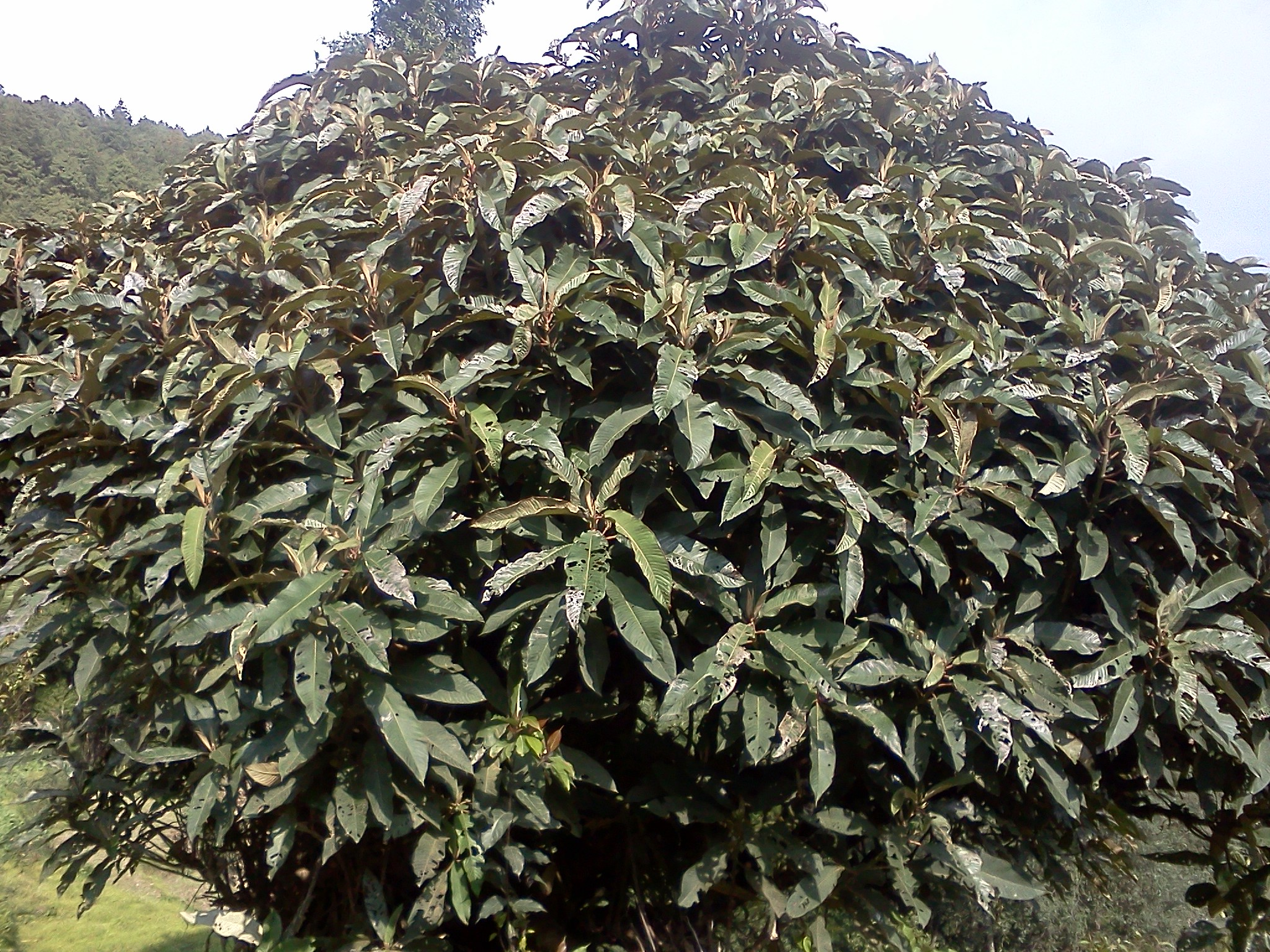